# Critics' Choice Television Award du meilleur invité dans une série télévisée dramatique
Le Critics' Choice Television Award du meilleur invité dans une série télévisée dramatique (Critics' Choice Television Award for Best Guest Performer in a Drama Series) est l'une des récompenses décernées aux professionnels de l'industrie du cinéma par le jury de la Broadcast Television Journalists Association depuis 2012.

## Palmarès
- 2012 : Lucy Liu pour le rôle de Jessica Tang dans Southland
  - Dylan Baker pour le rôle de Jerry Boorman dans Damages
  - Jere Burns pour le rôle de Wynn Duffy dans Justified
  - Loretta Devine pour le rôle d'Adele Webber dans Grey's Anatomy
  - Carrie Preston pour le rôle d4Elsbeth Tascioni dans The Good Wife
  - Chloe Webb pour le rôle de Monica Gallagher dans Shameless

- 2013 : Jane Fonda pour le rôle de Leona Lansing dans The Newsroom
  - Jim Beaver pour le rôle de Shelby dans Justified
  - Martha Plimpton pour le rôle de Patti Nyholm dans The Good Wife
  - Carrie Preston pour le rôle d'Elsbeth Tascioni dans The Good Wife
  - Diana Rigg pour le rôle de Lady Olenna Tyrell dans Game of Thrones
  - Jimmy Smits pour le rôle de Neron "Nero" Padilla dans Sons of Anarchy

- 2014 : Allison Janney pour le rôle de Margaret Scully dans Masters of Sex
  - Beau Bridges pour le rôle du Provost Barton Scully dans Masters of Sex
  - Walton Goggins pour le rôle de Venus Van Dam dans Sons of Anarchy
  - Joe Morton pour le rôle de Rowan "Eli" Pope dans Scandal
  - Carrie Preston pour le rôle d'Elsbeth Tascioni dans The Good Wife
  - Diana Rigg pour le rôle de Lady Olenna Tyrell dans Game of Thrones

- 2015 : Sam Elliott pour le rôle d'Avery Markham dans Justified
  - Walton Goggins pour le rôle de Venus Van Dam dans Sons of Anarchy
  - Linda Lavin pour le rôle de Joy Grubeck dans The Good Wife
  - Julianne Nicholson pour le rôle du Dr Lillian DePaul dans Masters of Sex
  - Lois Smith pour le rôle de Betty Turner dans The Americans
  - Cicely Tyson pour le rôle d'Ophelia Harkness dans Murder (How to Get Away with Murder)
- 2016 : Margo Martindale pour le rôle de Ruth Eastman dans The Good Wife
  - Richard Armitage pour le rôle de Francis Dolarhyde dans Hannibal
  - Justin Kirk pour le rôle de Joseph Bucher dans Manhattan
  - Patti LuPone pour le rôle de Joan Clayton dans Penny Dreadful
  - Marisa Tomei pour le rôle de Mimi Whiteman dans Empire
  - B. D. Wong pour le rôle de Whiterose dans Mr. Robot

- 2016 : Jeffrey Dean Morgan pour le rôle de Negan dans The Walking Dead
  - Mahershala Ali pour le rôle de Remi Danton dans House of Cards
  - Lisa Bonet pour le rôle de Marisol dans Ray Donovan
  - Ellen Burstyn pour le rôle d'Elizabeth Hale dans House of Cards
  - Michael J. Fox pour le rôle de Louis Canning dans The Good Wife
  - Jared Harris pour le rôle de George VI dans The Crown

## Statistiques

### Nominations multiples
3 : Carrie Preston
2 : Walton Goggins, Diana Rigg